# Góra Wapienna
Góra Wapienna (398 m n.p.m.) – góra na Przedgórzu Sudeckim w paśmie Wzgórz Niemczańsko – Strzelińskich.
Wzniesienie położone jest na północny zachód od wsi Stolec, w północno-zachodniej części Wysoczyzny Ziębickiej na wschód od miejscowości Ząbkowice Śląskie (województwo dolnośląskie).
Góra Wapienna znana jest bardziej pod nazwą "Skałki Stoleckie". Jest to kopulaste wzniesienie o dość stromych zboczach, z wyraźnie zaznaczonym, niezalesionym wierzchołkiem, wznoszące się o 80 m ponad wsią Stolec. Zachodnie i wschodnie zbocza częściowo porośnięte wyżynnym lasem mieszanym z przewagą drzew liściastych.
Ze stoków góry przed utworzeniem rezerwatu Skałki Stoleckie wydobywano marmur i wapień, z którego następnie wypalano wapno. Wcześniej z wnętrza góry wydobywano rudy srebra. Po eksploatacji pozostały podziemne wyrobiska z wielką pieczarą oraz system rozgałęzionych sztolni ("Sztolnie Stoleckie") na kilku poziomach o łącznej długości 500–600 m oraz duży kamieniołom.

## Budowa geologiczna
Góra Wapienna zbudowane jest głównie ze starych (proterozoicznych) skał metamorficznych - łupków łyszczykowych, przeławiconych wkładkami leptytów i gnejsów, ale jej osobliwością są soczewki krystalicznych wapieni (marmurów).